# Diecezja Tingzhou
Diecezja Tingzhou, diecezja Changting (łac. Dioecesis Timceuvensis chiń. 天主教汀州教区) – rzymskokatolicka diecezja ze stolicą w Tingzhou w powiecie Changting, w prefekturze miejskiej Longyan, w prowincji Fujian, w Chińskiej Republice Ludowej. Biskupstwo jest sufraganią archidiecezji Fuzhou.

## Historia
27 grudnia 1923 papież Pius XI brewe Ad maiorem erygował prefekturę apostolską Tingzhou. Dotychczas wierni z tych terenów należeli do wikariatu apostolskiego Północnego Fujianu (obecnie archidiecezja Fuzhou).
8 maja 1947 papież Pius XII podniósł prefekturę apostolską Tingzhou do rangi diecezji.
Z 1950 pochodzą ostatnie pełne, oficjalne kościelne statystyki. Diecezja Tingzhou liczyła wtedy:
- 4 318 wiernych (0,4% społeczeństwa)
- 22 księży (4 diecezjalnych i 18 zakonnych)
- 6 braci i 28 sióstr zakonnych.

Od zwycięstwa komunistów w chińskiej wojnie domowej w 1949 diecezja, podobnie jak cały prześladowany Kościół katolicki w Chinach, nie może normalnie działać. Komuniści zlikwidowali diecezję Tingzhou. Odbyło się to bez mandatu Stolicy Apostolskiej, więc w świetle prawa kanonicznego działania te były nielegalne.

## Ordynariusze

### Prefekt apostolski
- Egbert Maria Pelzer OP[2] (1925 - 1945)

### Biskupi
- Johann Werner Lesinski OP (1947 - 1963 de facto do 1952)
- sede vacante (być może urząd sprawował biskup(i) Kościoła podziemnego) (1963 - nadal)